# Muzeum Militariów we Wrocławiu
Muzeum Militariów we Wrocławiu – jeden z siedmiu oddziałów Muzeum Miejskiego Wrocławia. Wraz z Muzeum Archeologicznym mieści się w zespole budynków średniowiecznego Arsenału Miejskiego, znanego także jako Arsenał Mikołajski, umiejscowionego przy ul. Cieszyńskiego 9. Muzeum zajmuje dwa skrzydła Arsenału, a wystawy rozciągają się na 3 piętrach.

## Siedziba
Siedzibą muzeum jest Arsenał Miejski z 1459 r. o gotyckim rodowodzie, jedna z niewielu średniowiecznych budowli wrocławskich, zachowana w całości. Należy do najciekawszych zabytków architektury mieszczańskiej Wrocławia. Jest budynkiem o planie nieregularnego czworoboku, który otacza wewnętrzny dziedziniec. Budynek Arsenału prawie wcale nie posiada ozdób architektonicznych. Z zewnątrz ma surową formę, natomiast wnętrza prezentują konstrukcje ciesielskie, które nawiązują do wnętrz niezrachowanych spichlerzy śląskich co czyni Arsenał unikatowym obiektem tego typu w Polsce. Wewnętrzny dziedziniec urozmaicony sylwetkami dwóch baszt i studnią wyciągową z 1620 roku jest jednym z zakątków Wrocławia, chętnie wykorzystywanym przez artystów, zespoły muzyczne i teatralne. Obecnie w Arsenale mieszczą się trzy instytucje: Muzeum Archeologiczne, Muzeum Militariów oraz Archiwum Budowlane.

## Wystawy stałe
Sala Broni Dawnej

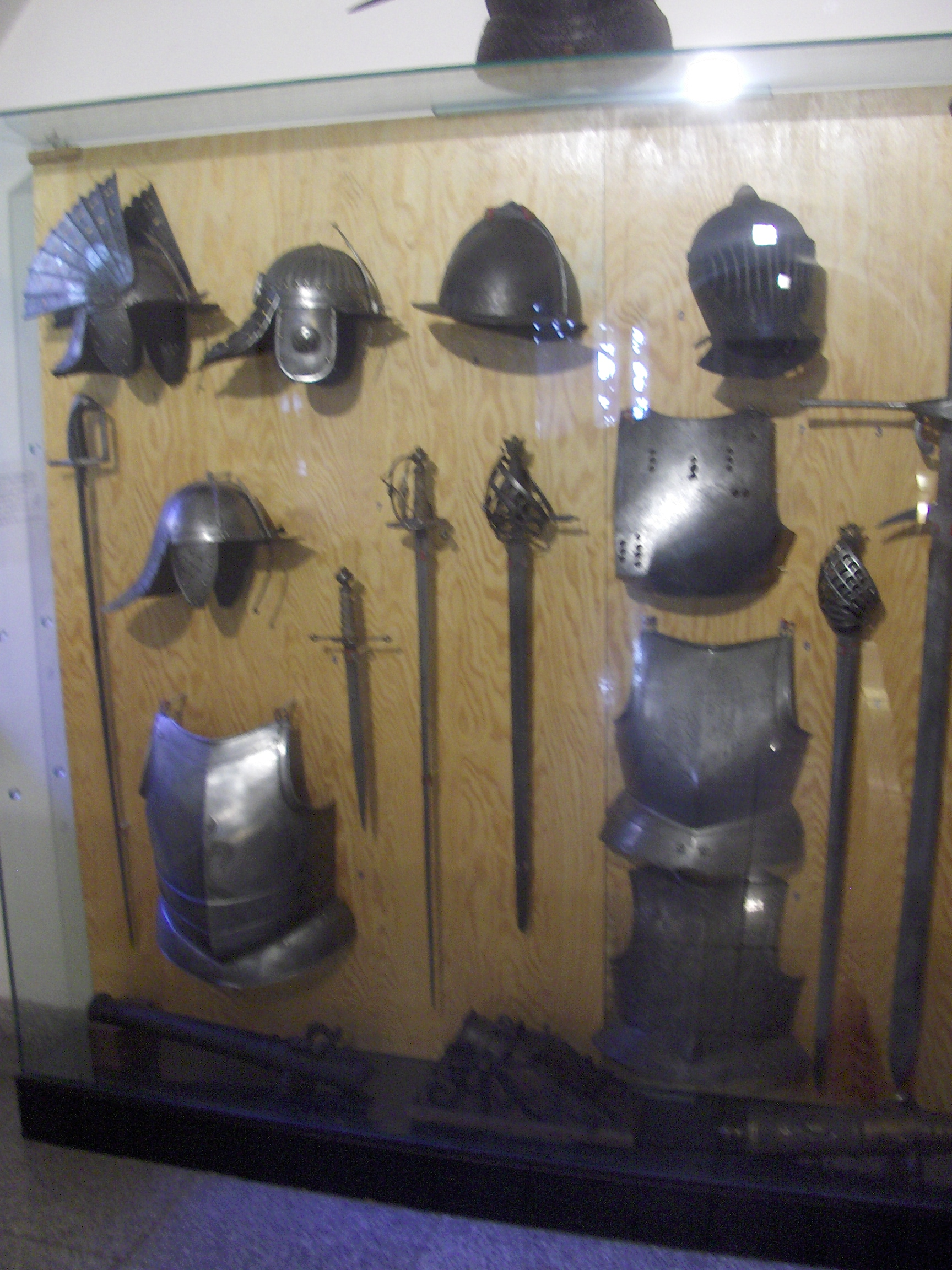
fragment kolekcji broni dawnej

Wystawa prezentuje oręż i zabytki o tematyce militarnej od czasów epoki kamiennej aż po XVIII wiek. Otwiera ją fragment średniowiecznego krzyża pokutnego z wyobrażeniem kordu, jednosiecznej broni popularnej schyłku XV i w początkach XVI w. Są tu także zabytki epoki brązu, w tym miecze i groty strzał oraz eksponaty z czasów rzymskich. Wyeksponowano broń drzewcową, wśród której są nabijane kolcami wekiery (odmiana maczugi) oraz szesnastowieczne halabardy, stanowiące uzbrojenie piechoty łączące cechy topora bojowego i piki. Kolejnym elementem kolekcji jest szponton – rodzaj broni drzewcowej rzadko używanej w bitwie, częściej służący jako oznaka godności wojskowej. Wystawa prezentuje też kolekcję broni siecznej m.in. dwuręczne miecze. Na ścianach powieszone są elementy broni ochronnej, w tym przyłbica i naplecznik zbroi maksymiliańskiej z XVI wieku.
Sala Broni Palnej
Sala broni palnej jest jedną z głównych atrakcji Arsenału. Stylizowana na wygląd oryginalnych magazynów uzbrojenia, gromadzi bardzo dużą ilość broni ustawionej na stelażu przypominającym dawne urządzenia arsenałowe. Można tu obejrzeć długą broń palną – karabiny, począwszy od skałkowych z początku XVIII wieku aż do Kałasznikowa oraz pistolety maszynowe – od Bergmanna do PM wz. 63. W sali prezentowana jest też broń maszynowa – wielkokalibrowe karabiny maszynowe (WKM) ręczne (RKM) i ciężkie (CKM) np. radziecki ckm krzywolufowy. Prezentowana broń uzupełniona jest amunicją i elementami wyposażenia np. ładownicami i przybornikami. Na wystawie znajdują się także 82 mm moździerz batalionowy, wz. 37 i 120 mm moździerz pułkowy, wz. 43 – prod. sowieckiej.
Sala im. Jacka Kijaka
Wystawa prezentowana jest w sali im. Jacka Kijaka- eksperta w zakresie wiedzy o hełmach dla muzealników i znawców militariów na całym świecie. W 1999 roku przekazał muzeum gromadzoną przez siebie unikatową na skalę Europy kolekcję hełmów, jedną z większych kolekcji hełmów w Europie. Na wystawie można zobaczyć unikatowe egzemplarze z tej kolekcji, zaczynając od zabytków z XVIII i XIX wieku a kończąc na czasach współczesnych. Są wśród nich hełmy z różnych rejonów świata m.in. z krajów azjatyckich. Prezentowane są hełmy stalowe, kaski, pikielhauby, hełmy tropikalne, hełmy lotnicze, motocyklowe i hełmofony. Na suficie umieszczono kilkadziesiąt hełmów polskich wz. 50. Hełmy te, mimo że są tego samego wzoru, różnią się kolorem, połyskiem, rysunkiem orła, czy drobnymi szczegółami w kształcie.
Sala Broni Białej
Wystawa prezentuje chronologiczny i niemal kompletny przegląd białej broni żołnierza polskiego od XVIII w. do czasów współczesnych. Znajduje się tu cenna kolekcja szabel i innej broni siecznej. Każdej szabli, pałaszowi czy tasakowi towarzyszy odpowiednia ikonografia pomagająca widzowi w zrozumieniu tematu. Począwszy od powstania styczniowego są to fotografie, na których widać podobną broń w rękach powstańców, jak ta prezentowana w gablotach. Uzupełnienie stanowią obrazy przedstawiające postacie z szablą. Na wystawie prezentowany jest obraz Wojciecha Kossaka „Bitwa pod Kircholmem” namalowany w 1925 roku.

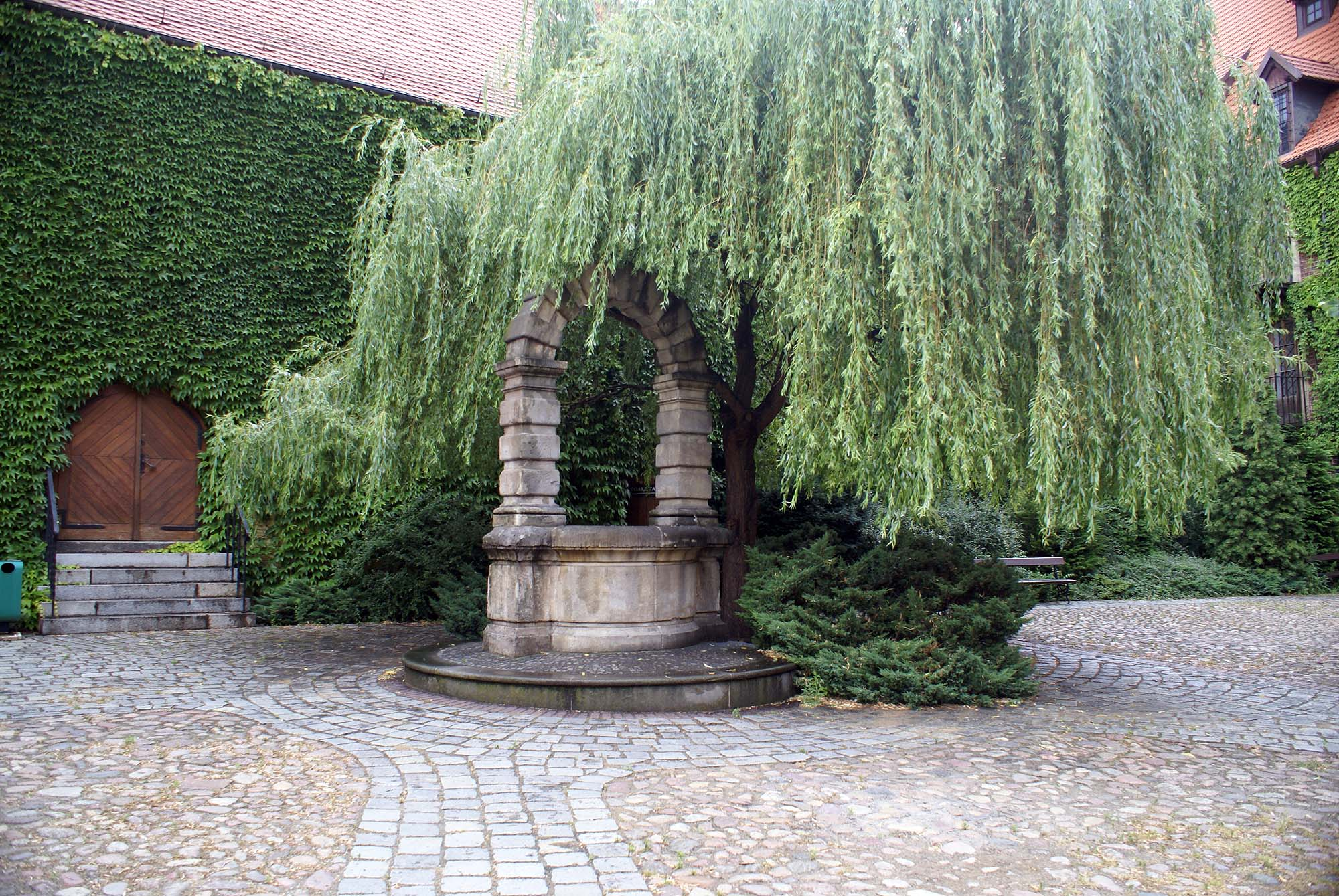
Arsenał Miejski, dziedziniec

## Wybrane wystawy czasowe
- Mundur Żołnierza Polskiego w II Wojnie Światowej (2019)

## Współpraca
Z Muzeum Militariów współpracują:
- Bractwo Kurkowe miasta Wrocławia
- Stowarzyszenie Miłośników Pojazdów Militarnych i Historii Twierdza Wrocław

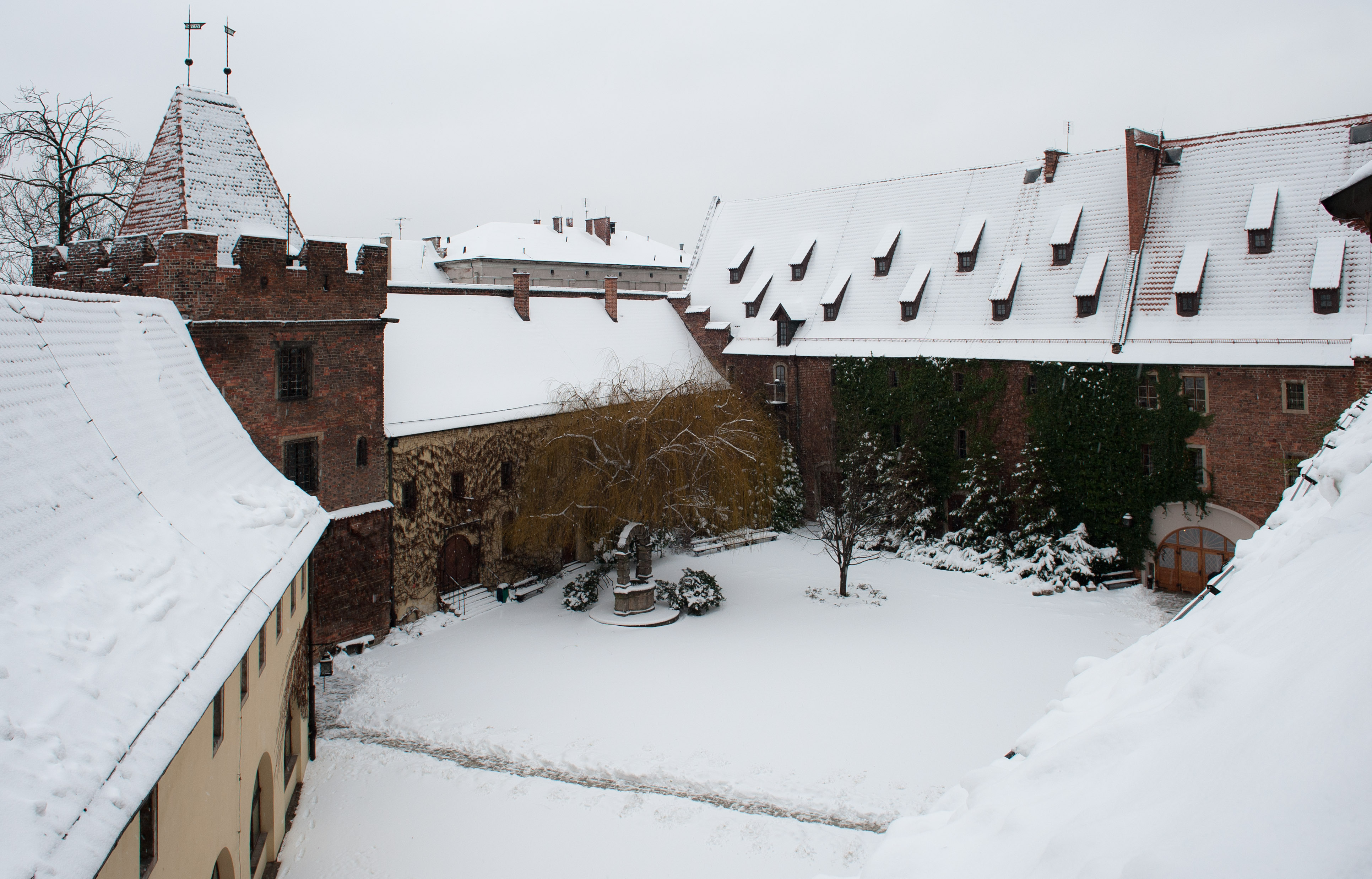
Arsenał Miejski, dziedziniec

## Publikacje
Do wystaw stałych wydawane są nakładem Muzeum Miejskiego Wrocławia publikacje lub katalogi z reprodukcjami i opracowaniami kolekcji:
- Mundur Żołnierza Polskiego ze zbiorów Muzeum Militariów, opr. pod red. dr M. Cieśla, Muzeum Miejskie Wrocławia
- Broń biała, opr. pod red. dr M. Cieśla, Muzeum Miejskie Wrocławia